# 17253 VonSecker
17253 VonSecker è un asteroide della fascia principale. Scoperto nel 2000, presenta un'orbita caratterizzata da un semiasse maggiore pari a 2,3472858 au e da un'eccentricità di 0,1429825, inclinata di 8,50674° rispetto all'eclittica.
L'asteroide era stato inizialmente battezzato 17253 Vonsecker per poi essere corretto nella denominazione attuale.
L'asteroide è dedicato all'insegnante statunitense Claire VonSecker.